# 帕特里克·坎特利
帕特里克·坎特利（英語：Patrick Cantlay；1992年3月17日—）是美國的一位職業高爾夫球運動員。他曾在世界業餘高爾夫球手排行榜上排名首位長達55週。2011年，他在美國高爾夫公開賽上進入前25名。2017年，他在聖地兄弟會兒童醫院公開賽獲得了自己的首個PGA巡迴賽冠軍。2019年，他獲得了俄亥俄紀念賽冠軍，這也是他的第二個PGA巡迴賽冠軍。

## 外部連結
- 帕特里克·坎特利在PGA巡迴賽的官方網站
- 帕特里克·坎特利在男子高爾夫世界排名的官方網站
- Profile on UCLA's official athletic site （页面存档备份，存于）